# Władysław Leon Sapieha
El príncipe Wladislaw Leon Adam Feliks Sapieha (Castillo de Kracyzin, Reino de Galitzia y Lodomeria, 30 de mayo de 1853- Leópolis (Lviv), Segunda República Polaca, 29 de abril de 1920) fue un noble, terrateniente y político polaco, y príncipe Sapieha por derecho natural, conocido por ser el tatarabuelo de la reina Matilde de Bélgica.

## Infancia y estudios
Hijo primogénito del príncipe Adam Stanislaw Sapieha-Kodenski, y de su esposa la condesa Jadwiga Clementyna Sangursko-Lubartowicza, fue el primogénito y por consiguiente, el heredero natural de las propiedades de la familia principesca Sapieha. Como tal, recibió una formación rigurosa desde pequeño por ser el primogénito de 6 hermanos, entre los cuales destacaría su hermano menor, Adam Stefan, quien como era la usanza entre las familias de la alta nobleza polaca sería destinado a la carrera eclesiástica.
Terminados sus estudios en el gymnasium de Leopolis, estudia leyes en Berlín y después en Heildelberg, para al final graduarse en Leopólis en 1876. Al año siguiente cumple su servicio militar en el ejército austrohúngaro, y por un corto tiempo se emplea, para más tarde relevar a su hermano menor Pawel en la administración de las propiedades familiares.

## Carrera política.
Su primer cargo de relevancia pública sería en la dieta estatal de Galitzia, como diputado, siendo reelegido para un segundo periodo en 1908. Por su estatus de nobleza, se le concedió una curul en la cámara de la nobleza del parlamento imperial austriaco, además de contribuir a la academia de agricultura de Dublany, en Leopolis. Junto a su hermano, el príncipe-obispo Adam Stefan Sapieha conforma un comité de ayuda a las personas necesitadas por los estragos de la guerra.

## Matrimonio y descendencia.
El 30 de julio de 1881 se casa con la condesa Elzbieta Konstancja Potulicka, la cual le da los siguientes hijos.
- Príncipe Kazimierz Leon Sapieha (1882-1906) muerto a los 27 años en un accidente náutico en Santa Cruz de Tenerife. Su cuerpo no fue hallado.[3]
- Príncipe Leon Aleksander Sapieha  (1883-1944) Casado con Katarzyna Iza Potocka. Muere en acción durante la Segunda Guerra Mundial.
- Príncipe Jozef Adam Sapieha (1887-1940)
- Príncipe Aleksander Józefat Sapieha (1887-1980) casado en primeras nupcias con Elizabeth Hamilton-Paine, y luego con la condesa Maria Annunciata von Oppersdorff.
- Príncipe Adam Zygmunt Sapieha (1892-1970) casado con la condesa Teresa Sobanska. Su hija Zofia Maria Sapieha-Kodanska se casaría con el conde León Komorowski, y la hija de estos Anna Maria Komorowska contraería nupcias con Patrick Paul François Xavier Marie Ghislain, conde d´Udekem d'Acoz, quien a su vez tendría a la condesa Matilde d´Udekem d'Acoz, actual reina de los Belgas.
- príncipe Władysław Sapieha (1893–1956) casado con Ida Borneszmiza de Kászon, cuñada del barón Heinrich Thyssen-Borneszmiza de Kászon
- príncipe Andrzej Jozef Sapieha (1894-1944) muerto en la Segunda Guerra Mundial
- condesa Anna Bielski (1901–1965) casada con el conde Roman Julius Bielski
- Princesa Teresa Drucki-Lubecki (1905–1995) casada con el príncipe Bogdan Marian Drucki-Lubecki.

## Fallecimiento
El príncipe Wladislaw Leon Sapieha fallece en 1920, y es sepultado en el castillo familiar de Krascizyn.